# Warnstorfia austrostraminea
Warnstorfia austrostraminea är en bladmossart som först beskrevs av C. Müller in Neumayer, och fick sitt nu gällande namn av Ryszard Ochyra 1996. Warnstorfia austrostraminea ingår i släktet fattigkrokmossor, och familjen Amblystegiaceae. Inga underarter finns listade i Catalogue of Life.